# Pedro Barba
Pedro Barba Ramos (Chihuahua, 25 novembre 1925 – ...) è stato un allenatore di pallacanestro messicano.

## Carriera
Ha guidato il Messico a due edizioni dei Campionati mondiali (1963, 1974) e ai Giochi panamericani di San Paolo 1963.
Ha inoltre guidato la nazionale messicana femminile ai Campionati mondiali del 1957 e a due edizioni dei Giochi panamericani (1955, 1967).